# MG2作戦
MG2作戦は、1942年5月に地中海で実行されたイギリス軍の作戦。4隻の駆逐艦が船団攻撃に出撃したが、ドイツ軍機の攻撃で3隻を失い、作戦は失敗に終わった。

## 経過
敵船団がベンガジへ向かっているとの情報に基づき、1942年5月10日に駆逐艦ジャーヴィス、ジャッカル、キプリング、ライヴリーがアレクサンドリア港から出撃した。
しかし、翌11日に敵機に発見されたため、命じられていた通り作戦を中止して引き返し始めた。だが、ドイツ軍のJu 88による攻撃が始まり、まずライヴリーが撃沈され、続いてジャッカルに爆弾が命中した。その後も攻撃は続き、今度はキプリングが撃沈された。損傷したジャッカルはジャーヴィスによって曳航されたが、途中で曳航は断念され魚雷で処分された。